# Старошарашлинский сельсовет
Старошарашлинский сельсовет — муниципальное образование в Бакалинском районе Башкортостана.

## Население
| 2002 | 2009 | 2010 | 2012 | 2013 | 2014 | 2015 |
| ---- | ---- | ---- | ---- | ---- | ---- | ---- |
| 830  | ↘740 | ↘725 | ↘697 | ↘631 | ↘613 | ↘594 |
| 2016 | 2017 |      |      |      |      |      |
| ↘586 | ↗587 |      |      |      |      |      |

## Состав сельского поселения
| № | Населённый пункт | Тип населённого пункта       | Население |
| - | ---------------- | ---------------------------- | --------- |
| 1 | Старые Шарашли   | село, административный центр | ↘410      |
| 2 | Новоагбязово     | деревня                      | ↘197      |
| 3 | Георгиевка       | деревня                      | ↗36       |
| 4 | Новые Шарашли    | деревня                      | ↘36       |
| 5 | Покровка         | деревня                      | ↘17       |
| 6 | Верхнетроицкое   | деревня                      | ↘16       |
| 7 | Новотроицкое     | деревня                      | ↗11       |
| 8 | Новокостеево     | деревня                      | ↗2        |

Исчезнувшие населенные пункты
д.Тырыш
д. Урзино
д. Вят. Покровка